# Hypodoxa emiliaria
Hypodoxa emiliaria là một loài bướm đêm trong họ Geometridae.